# Етна (Пенсільванія)
Етна (англ. Etna) — місто (англ. borough) в США, в окрузі Аллегені штату Пенсільванія. Населення — 3437 осіб (2020).

## Географія
Етна розташована за координатами 40°29′43″ пн. ш. 79°56′59″ зх. д. / 40.49528° пн. ш. 79.94972° зх. д. (40.495157, -79.949633).  За даними Бюро перепису населення США в 2010 році місто мало площу 2,06 км², з яких 1,89 км² — суходіл та 0,17 км² — водойми.

## Демографія
Згідно з переписом 2010 року, у селищі мешкала 3451 особа в 1607 домогосподарствах у складі 865 родин. Густота населення становила 1677 осіб/км².  Було 1812 помешкання (880/км²).
Расовий склад населення:
| - 95,7 % — білих - 1,4 % — чорних або афроамериканців - 0,7 % — азіатів - 0,1 % — корінних американців |

До двох чи більше рас належало 1,4 %. Частка іспаномовних становила 1,9 % від усіх жителів.
За віковим діапазоном населення розподілялося таким чином: 20,2 % — особи молодші 18 років, 66,9 % — особи у віці 18—64 років, 12,9 % — особи у віці 65 років та старші. Медіана віку мешканця становила 39,5 року. На 100 осіб жіночої статі у селищі припадало 97,2 чоловіків;  на 100 жінок у віці від 18 років та старших — 93,3 чоловіків також старших 18 років.
Середній дохід на одне домашнє господарство  становив 58 494 долари США (медіана — 45 493), а середній дохід на одну сім'ю — 75 269 доларів (медіана — 66 750). Медіана доходів становила 35 750 доларів для чоловіків та 40 385 доларів для жінок. За межею бідності перебувало 11,5 % осіб, у тому числі 14,5 % дітей у віці до 18 років та 16,9 % осіб у віці 65 років та старших.
Цивільне працевлаштоване населення становило 1966 осіб. Основні галузі зайнятості: роздрібна торгівля — 21,8 %, освіта, охорона здоров'я та соціальна допомога — 16,3 %, виробництво — 12,2 %, науковці, спеціалісти, менеджери — 10,1 %.